# Берхану Денке
Берхану Денке (эфиоп. Berhanu Denqe; 1918 — июнь 1992, Джефферсон-Сити, штат Миссури) — эфиопский писатель
, писавший на амхарском языке, драматург, дипломат.

## Биография
Сын церковного деятеля. Получил традиционное эфиопское православное, а также западное образование.
Работал в министерствах образования и иностранных дел страны в 1940-х и 1950-х годах. С 1955 года — на дипломатической работе. Позже советник посольства Эфиопии в США. В 1961 году стал послом и оставался на том же посту около пяти лет. В 1965 году подал в отставку и отправился в ссылку.
Дебютировал в 1944 году. Его основные произведения посвящены тяжёлым годам итальянской оккупации Эфиопии (1936—1941): «Краткая история пяти лет страданий» (1944), «Проповедь детям» (1946), «Краткая история Эфиопии» (1948) и «От Вал-Вала до Май-Чио» (1949), история итальянского вторжения.
Он также написал пьесу в стихах «Царица Савская» (1951).